# Championnat de Tchécoslovaquie de football 1951
Navigation
Saison précédente Saison suivante
La saison 1951 du Championnat de Tchécoslovaquie de football est la 21e édition du championnat de première division en Tchécoslovaquie. Les quatorze meilleurs clubs du pays sont regroupés au sein d'une poule unique, où ils s'affrontent deux fois, à domicile et à l'extérieur. À la fin du championnat, les trois derniers du classement sont relégués et remplacés par les trois meilleures équipes de II. Liga, la deuxième division tchécoslovaque.
C'est le club du NV Bratislava, double tenant du titre, qui termine à nouveau en tête du classement final, à égalité de points mais une meilleure moyenne de buts que le Sparta CKD Sokolovo et le Dynamo CSD Kosice. C'est le 3e titre de champion de Tchécoslovaquie de l'histoire du club.

## Les clubs participants
| - Sparta CKD Sokolovo - OKD Ostrava - Promu de II. Liga - Slovena Zilina - Dukla Presov - CKD Dukla Karlin - Zeleznicar Prague - NV Bratislava | - Vitkovicke Zelezarny - Vodotechna Teplice - Dynamo Slavia Prague - Dynamo CSD Kosice - Svit Gottwaldov - Promu de II. Liga - ATK Prague - Skoda Plzen |

## Compétition

### Classement
Le barème utilisé pour établir le classement est le suivant :
- Victoire : 2 points
- Match nul : 1 point
- Défaite : 0 point

| Rang | Équipe               | Pts | J  | G  | N | P  | Bp | Bc | Diff |
| ---- | -------------------- | --- | -- | -- | - | -- | -- | -- | ---- |
| 1    | NV Bratislava (T)    | 33  | 26 | 14 | 5 | 7  | 58 | 36 | +22  |
| 2    | Sparta CKD Sokolovo  | 33  | 26 | 13 | 7 | 6  | 63 | 42 | +21  |
| 3    | Dynamo CSD Kosice    | 33  | 26 | 15 | 3 | 8  | 51 | 49 | +2   |
| 4    | Vitkovicke Zelezarny | 29  | 26 | 13 | 3 | 10 | 55 | 52 | +3   |
| 5    | ATK Prague           | 28  | 26 | 12 | 4 | 10 | 50 | 53 | -3   |
| 6    | Dukla Presov         | 27  | 26 | 9  | 9 | 8  | 45 | 37 | +8   |
| 7    | OKD Ostrava (P)      | 27  | 26 | 12 | 3 | 11 | 42 | 41 | +1   |
| 8    | Skoda Plzen          | 27  | 26 | 11 | 5 | 10 | 45 | 48 | -3   |
| 9    | Slovena Zilina       | 26  | 26 | 11 | 4 | 11 | 48 | 46 | +2   |
| 10   | Vodotechna Teplice   | 25  | 26 | 10 | 5 | 11 | 50 | 56 | -6   |
| 11   | Dynamo Slavia Prague | 24  | 26 | 11 | 2 | 13 | 60 | 62 | -2   |
| 12   | Svit Gottwaldov (P)  | 23  | 26 | 9  | 5 | 12 | 62 | 50 | +12  |
| 13   | Zeleznicar Prague    | 20  | 26 | 7  | 6 | 13 | 52 | 58 | -6   |
| 14   | CKD Dukla Karlin     | 9   | 26 | 2  | 5 | 19 | 25 | 76 | -51  |

|  | Champion de Tchécoslovaquie 1951                     |
|  | Relégation en II. Liga                               |
|  | (T) Tenant du titre (P) : Promu de deuxième division |

## Bilan de la saison
| Championnat de Tchécoslovaquie de football 1951 |                          |
| Champion                                        | NV Bratislava (3e titre) |
| Coupes et trophées                              |                          |
| Vainqueur de la Coupe de Tchécoslovaquie 1951   | Non disputée             |
| Qualifications continentales                    |                          |
| Promotions et relégations                       |                          |
| Promus en I. Liga                               | MEZ Zidenice             |
| Promus en I. Liga                               | Armaturka Usti nad Labem |
| Promus en I. Liga                               | SONP Kladno              |
| Relégués en II. Liga                            | Zeleznicar Prague        |
| Relégués en II. Liga                            | CKD Dukla Karlin         |
| Relégués en II. Liga                            | Svit Gottwaldov          |